# Wang Zhaoguo

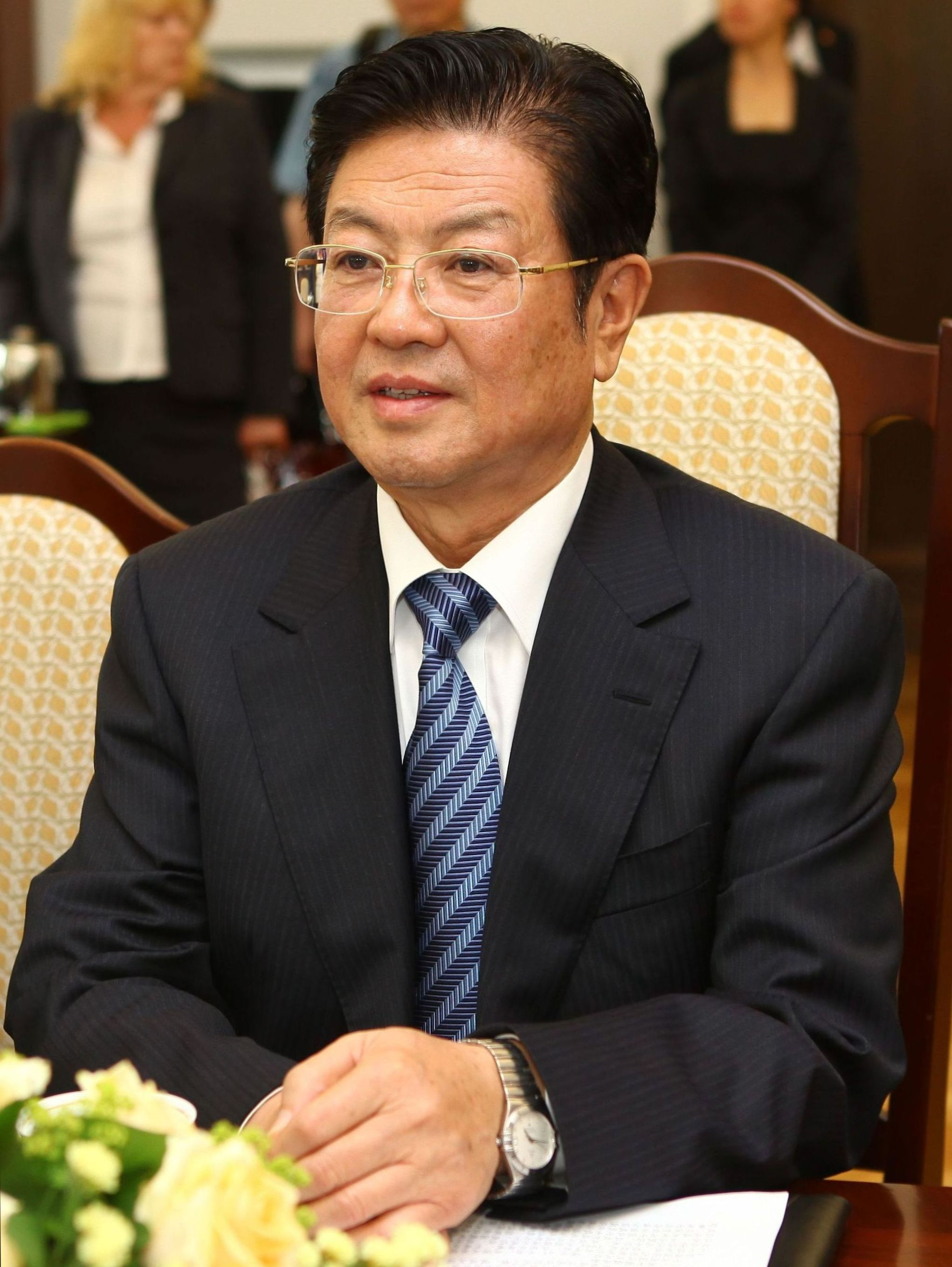
Wang Zhaoguo (2011)

Wang Zhaoguo (chinesisch 王兆國 / 王兆国, Pinyin Wáng Zhàoguó, Pe̍h-ōe-jī Ong Tiau-kok; * 1941 in Fengrun, Hebei) ist ein chinesischer kommunistischer Politiker. Er war von 2002 bis November 2012 Mitglied des Politbüros der Kommunistischen Partei Chinas und Vorsitzender der All-China Federation of Trade Unions (Gesamtchinesischer Gewerkschaftsbund) sowie seit 2003 einer der stellvertretenden Vorsitzenden des Ständigen Ausschusses des Nationalen Volkskongresses.
Wang Zhaoguo ist von Beruf Turbineningenieur und absolvierte sein Studium an der Polytechnischen Universität Harbin. Nach seiner Tätigkeit in der Kommunistischen Jugendliga, zuletzt als deren erster Sekretär von 1982 bis 1984, war er Funktionär im Apparat des Zentralkomitees sowie von 1987 bis 1990 Gouverneur von Fujian und von 1993 bis 2003 Vize-Vorsitzender der Politische Konsultativkonferenz des chinesischen Volkes.